# أليس باغاني
أليس باغاني (بالإنجليزية: Alice Pagani)‏ (من مواليد 19 فبراير 1998) هي ممثلة وعارضة ومؤلفة إيطالية، اشتهرت بتمثيل دور لودوفيكا ستورتي في مسلسل نتفلكس بايبي، ودور ستيلا في فيلم لورو من إخراج باولو سورينتينو.
في عام 2020، تم أختيارها كوجه إعلاني لماركة أرماني مع نيكولاس هولت. في عام 2021، نشرت روايتها الأولى بعنوان أوفيليا، الرواية تتحدث عن سيرتها الذاتية عن بلوغ سن الرشد تم نشر الرواية عن طريق شركة موندادوري إلكتا للنشر.

## حياتها الشخصية
ولدت في كاستل دي لاما، في مقاطعة أسكولي بيتشينو، ماركي. كان والداها عاملين في مصنع، وهما مطلقان. عندما كانت طفلة، دخلت المستشفى بسبب فرفرية هينوخ-شونلاين. أصبحت أليس مهتمة بعرض الأزياء بعد أن أعطاها والدها كاميرا، لتمضية الوقت أثناء التعافي. تعاني أليس كذلك من عسر القراءة.
هي في علاقة مع مغني الراب ديلان توماس سيرولي (دارك بايريكس) ، وهو عضو في فرقة دارك بولو غانغ. يمتلك الاثنان منزلاً في ميلانو.
في عام 2021، ظهرت على غلاف النسخة الإيطالية من فانيتي فير للمساعدة في التعبير عن دعمها لحظر التمييز وجرائم الكراهية ضد النساء والمثليين والمتحولين جنسياً.
تخرجت من مدرسة لندن للفنون المسرحية بدرجة الدبلوم المتقدم في التمثيل عام 2023.

## فيلموغرافيا
| السنة     | الاسم                   | الدور           | ملاحظات                        |
| --------- | ----------------------- | --------------- | ------------------------------ |
| 2017      | إجازة - 48 ساعة إجازة   | لودميلا         |                                |
| 2017      | سيامو لا فاين ديل موندو | جوليا           | فيلم قصير                      |
| 2017      | كلاس زي                 | فيولا شياريتي   |                                |
| 2018–2020 | بايبي                   | لودوفيكا ستورتي | مسلسل تلفزيوني إيطالي; 18 حلقة |
| 2018      | لورو                    | ستيلا           |                                |
| 2018      | ريكوردي؟                | بينيديتا        |                                |
| 2019      | روز السامة              | فيوليت جريجوري  | حذفت مشاهدها                   |
| 2020      | آل كروودز 2: عصر جديد   | إيب             | الدبلجة الإيطالية              |
| 2021      | لا تقتلني               | ميرتا           |                                |

## روابط خارجية
- أليس باغاني في قاعدة بيانات الأفلام على الإنترنت